# 半田インターチェンジ
半田インターチェンジ（はんだインターチェンジ）は、愛知県半田市にある知多半島道路と南知多道路のインターチェンジ。

## 歴史
以前は本線料金所があったが、地域高規格道路「知多中央道路」として知多半島道路と南知多道路が一体化したために廃止された。

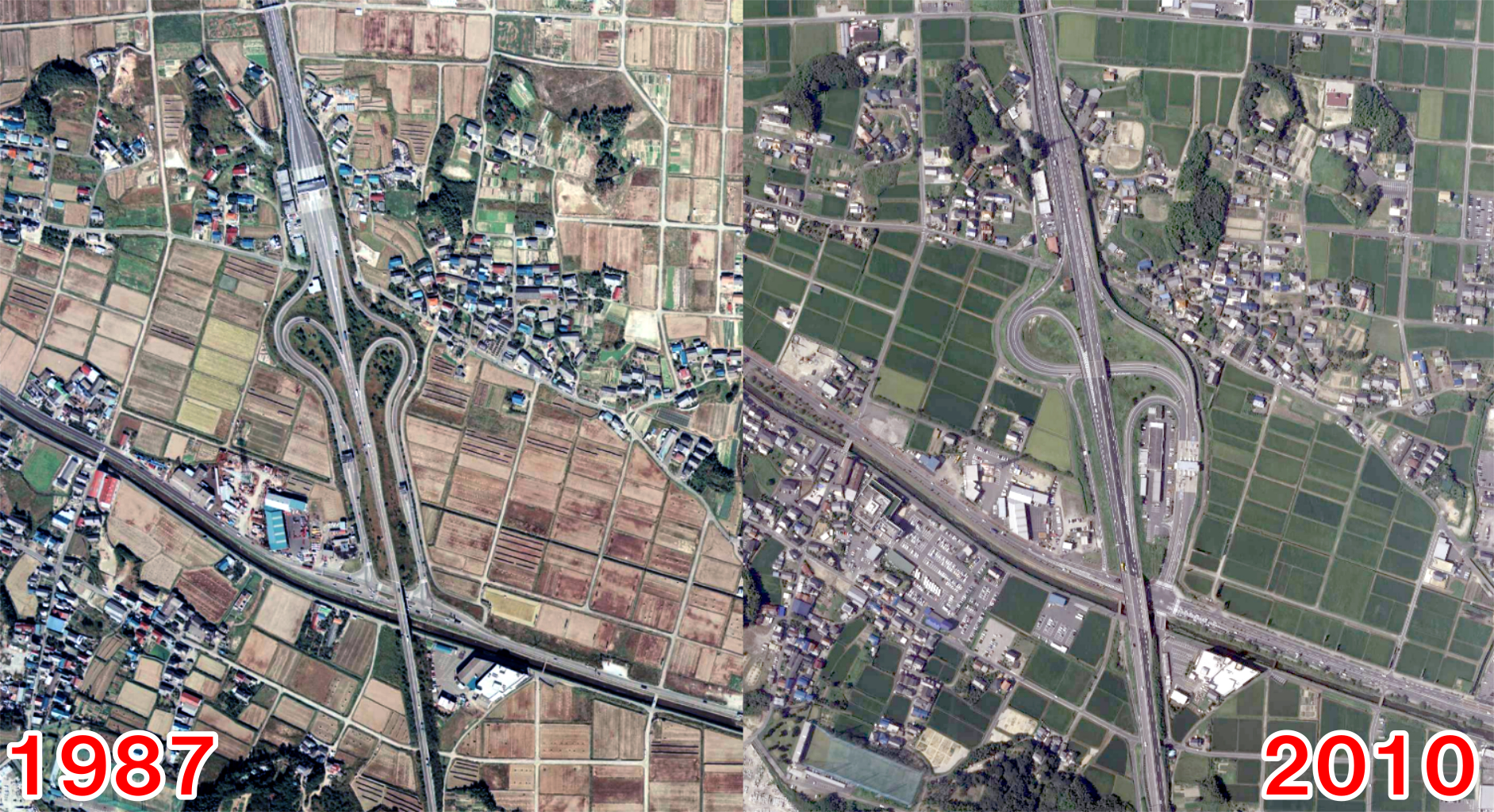
半田ICの変遷（1987年、2010年）。以前は本線料金所が存在し、ランプウェイの形状も異なっていた。 帰属：国土交通省「国土画像情報（カラー空中写真）」配布元：国土地理院地図・空中写真閲覧サービス

## 道路
- 知多半島道路
- 南知多道路

## 接続する道路
- 愛知県道34号半田常滑線

## 料金所
ブース数：5

### 入口
- ブース数：2
  - ETC専用：1
  - ETC/一般：1

### 出口
- ブース数：3 (2014.8.15現在)
  - ETC専用：1
  - ETC/一般：1
  - 休止中:1

## 周辺
- 半田市立博物館
- 半田市立図書館
- 半田空の科学館
- 半田市体育館

## 隣
知多半島道路
半田中央JCT/IC - 半田IC
南知多道路
半田IC - 武豊IC/PA